# Cerionesta
Cerionesta Simon, 1901 è un genere di ragni appartenente alla famiglia Salticidae.

## Distribuzione
L'unica specie oggi attribuita a questo genere è endemica dell'isola di Saint Vincent.

## Tassonomia
A maggio 2010, si compone di 1 sola specie:
- Cerionesta luteola (Peckham & Peckham, 1893)[2] — Isola Saint Vincent (Piccole Antille)

### Specie trasferite
- Cerionesta cribrata Simon, 1901, è stata trasferita al genere Hyetussa, assumendo il nome di Hyetussa cribrata (Simon, 1901), da uno studio dell'aracnologa Galiano del 1976[1].
- Cerionesta leucomystax Caporiacco, 1947, è stata trasferita al genere Sassacus, assumendo il nome di Sassacus leucomystax (Caporiacco, 1947), da uno studio degli aracnologi Ruiz e Brescovit del 2008[1].
- Cerionesta leucoprocta Mello-Leitão, 1944, è stata trasferita al genere Sitticus, assumendo il nome di Sitticus leucoproctus (Mello-Leitão, 1944), da uno studio dell'aracnologa Galiano del 1963[1].

### Nomen dubium
- Cerionesta aurantia Mello-Leitão, 1940, i cui esemplari sono stati rinvenuti in Brasile, è da ritenersi nomen dubium a seguito di uno studio dell'aracnologa Galiano del 1976[1].